# Ablabera lalandei
Ablabera lalandei is een keversoort uit de familie bladsprietkevers (Scarabaeidae). De wetenschappelijke naam van de soort werd voor het eerst geldig gepubliceerd in 1850 door Blanchard.